# Метёлкин, Александр Викторович
Александр Викторович Метёлкин (род. 23 июля 1984, Березники, Пермская область) — российский футболист, игрок в мини-футбол.

## Биография
Начинал свою спортивную карьеру в футзале. В составе нерюнгринского «Концентрата» стал обладателем Суперкубка Европы и бронзовым призёром Кубка России. В 2000 году перешёл в екатеринбургский футбольный клуб «Уралмаш», однако за два года сыграл только один матч за основную команду — в Кубке России против «КАМАЗа». В 2003—2004 годах играл за московский «Алмаз» в КФК, после чего принял решение перейти в мини-футбол.
Первые годы мини-футбольной карьеры провёл в Казахстане, играя за кызылординский «Тур Ар» и семипалатинский «Цементник». Своей яркой игрой привлёк внимание одного из лидеров российского чемпионата, екатеринбургского «ВИЗ-Синары», и летом 2007 года вернулся в Екатеринбург. Первый сезон провёл в аренде в уфимской «Динамо-Тимали», став с 26 голами лучшим бомбардиром команды, а следующий провёл уже в «ВИЗ-Синаре», в составе которой стал чемпионом России. Затем отыграл полгода в пермском клубе Первой лиги «Арсенале», после чего подписал контракт с новосибирским «Сибиряком». Следующий сезон начал в казахстанском клубе «Аят» из Рудного. Став в нём лучшим бомбардиром казахстанского чемпионата, вернулся в российскую лигу, подписав контракт с московской «Диной».

## Достижения
- Чемпион России по мини-футболу 2008—2009
- Обладатель Суперкубка Европы по футзалу 1999 (был в заявке)